# Osobní užívání
Osobní užívání byl právní institut podobný nájmu, který existoval v Československu mezi lety 1964–1991. Upravoval jej tehdy občanský zákoník ve svých § 152–221.
Na základě zákona č. 509/1991 Sb., který občanský zákoník významně novelizoval, byla práva osobního užívání s účinností k 1. lednu 1992 transformována na nájem (§ 871 občanského zákoníku), pouze právo osobního užívání pozemků se změnilo na vlastnictví (§ 872 občanského zákoníku).

## Druhy
Zákon rozlišoval:
- osobní užívání bytů
- osobní užívání jiných obytných místností
- osobní užívání místností nesloužících k bydlení (např. garáže, ateliéry nebo skladiště)
- osobní užívání pozemků (ale jen za účelem výstavby rodinného domku, rekreační chaty či garáže nebo zřízení zahrádky)

## Charakteristika
Právo osobního užívání bylo zřizováno na základě předchozího rozhodnutí správního orgánu, např. rozhodnutí místního národního výboru o přidělení bytu (tzv. „dekret na byt“), na jeho základě došlo mezi socialistickou organizací a občanem, tzv. „uživatelem“, k uzavření dohody o osobním užívání dané věci. Tou však mohla být jen nemovitá věc patřící do socialistického vlastnictví. 
Některá práva osobního užívání, např. pozemků nebo družstevních bytů, přecházela na dědice a na rozdíl od klasického nájmu také nešlo dohodu uzavřít na dobu určitou, právo osobního užívání bylo vždy časově neomezené. Na druhou stranu ji na návrh mohl zrušit soud, někdy též i samotný  místní národní výbor.